# Sierbowce
Sierbowce ist ein Dorf in der Stadt-und-Land-Gemeinde Sokółka im Powiat          Sokółka. Das Dorf befindet sich in der Woiwodschaft Podlachien in Polen auf etwa 164 Metern über dem Meeresspiegel. 
Sierbowce liegt etwa 5 Kilometer nordwestlich vom Sokółka und in etwa 18 Kilometern Entfernung westlich von der Landesgrenze Polens mit Belarus. Der nächste Nachbarort ist Żuki in etwa einem Kilometer Entfernung in nördlicher Richtung. Die Forst- und die Landwirtschaft sind die Haupteinnahmequellen des Dorfes.